# Madeleine Carroll
Edith Madeleine Carroll (ur. 26 lutego 1906 w West Bromwich, zm. 2 października 1987 w Marbelli) – angielska aktorka filmowa, której największa rozpoznawalność przypadła na lata 30. i 40. XX wieku.
Była pierwszą angielską aktorką, która zrobiła karierę w Hollywood. U jej szczytu, pod koniec lat 30. XX wieku, była najlepiej opłacaną aktorką świata; w 1938 zarobiła kwotę 250 tys. dolarów. Zasłynęła ze współpracy z Alfredem Hitchcockiem, u którego zagrała w dwóch filmach – 39 kroków (1935) i Bałkany (1936). Została uhonorowana gwiazdą w Hollywoodzkiej Alei Sław. W 1943 otrzymała obywatelstwo amerykańskie. Po zakończeniu kariery filmowej pracowała dla UNESCO. Zmarła w wieku 81 lat w hiszpańskiej Marbelli.

## Filmografia
- 1949 – The Fan jako pani Erlynne
- 1941 – Jedna noc w Lisbonie (One Night in Lisbon) jako Leonora Perrycoate
- 1940 – Policja konna Północnego Zachodu (North West Mounted Police) jako April Logan
- 1937 – Więzień królewski (The Prisoner of Zenda) jako księżniczka Flavia
- 1936 – Bałkany (Secret Agent) jako Elsa Carrington
- 1936 – Żółty skarb (TheGeneral Died at Dawn) jako Judy Perrie
- 1936 – Lloydowie z Londynu (Lloyd's of London) jako lady Elizabeth Stacy
- 1935 – 39 kroków (The 39 Steps) jako Pamela
- 1933 – Siostra Marta jest szpiegiem (I Was a Spy) jako Martha Cnockaert
- 1930 – Szkoła obmowy (School for Scandal) jako lady Teazle
- 1928 – What Money Can Buy jako Rhoda Pearson